# Astragalus elwendicus
Astragalus elwendicus es una especie de planta del género Astragalus, de la familia de las leguminosas, orden Fabales.

## Distribución
Astragalus elwendicus se distribuye por Irán.

## Taxonomía
Fue descrita científicamente por Bornm. Fue publicado en Beihefte zum Botanischen Centralblatt 19(2): 229 (1906).